# Porto Venere
|  | Per a altres significats, vegeu «Porto Venere (desambiguació)». |

Portovenere o Porto Venere (Portuvénere en lígur) és un municipi italià de 3.990 habitants de la província de La Spezia. Es troba a la costa de Ligúria, sobre el mar de Ligúria al final del golf de La Spezia i on comença el golf de Gènova. Portovenere, les Cinque Terre, amb les illes de Palmaria, Tino i Tinetto, estan inclosos en la llista del Patrimoni de la Humanitat de la UNESCO des del 1997.

## Història
L'antic Portus Veneris es creu que data d'almenys mitjan segle i aC. Es diu que el nom es refereix a un temple dedicat a la dea Venus, que estava situat sobre el promontori on es troba actualment l'església de Sant Pere Apòstol. El nom també s'ha relacionat amb l'ermità Sant Venerio. En els temps romans la ciutat era, essencialment, una comunitat de pescadors.
Portovenere es troba en un dels extrems del golf de La Spezia. Després de la caiguda de l'Imperi Romà d'Occident, Portovenere es va convertir en base de la flota romana d'Orient al nord de la mar Tirrena, però va ser destruïda pels llombards al 643. Més tard, va ser un objectiu freqüent de les ràtzies sarraïnes. Les primeres indicacions sobre l'existència d'un castell daten de l'any 1113, i el 1161 se'n van erigir les muralles. Portovenere es va convertir en feu d'una família procedent de Vezzano abans de passar a Gènova a principis del segle xii. El 1494, va sofrir els devastadors bombardejos de la flota aragonesa durant la seva guerra amb Gènova; posteriorment, la part vella de la ciutat declinà en importància, donant lloc al desenvolupament de l'anomenat Borgo Nuovo ('districte nou'), que havia existit des del 1139 i que es va centrar en l'església de Sant Pere.

## Llocs d'interès
L'església gòtica de Sant Pere, consagrada el 1198, va ser construïda sobre una església paleocristiana preexistent, del segle v, amb planta rectangular i absis semicircular. La part nova, del segle xiii, està marcada externament per franges blanques i negres.
L'església romànica de Sant Llorenç, erigida el 1098 pels genovesos, ocupa probablement el lloc d'un temple antic dedicat a Júpiter. L'església va resultar danyada per un foc el 1340 i per l'atac aragonès el 1494, i es restaurà després, el 1582.
La Grotta dell'Arpaia (avui esfondrada) és coneguda com el Grotto de Byron, des de la qual el poeta anglès Byron va travessar el golf de La Spezia a Sant Terenzo per visitar Shelley a Lerici, el 1822.
El nucli medieval de Le Grazie està situat al voltant de l'església de Nostra Senyora de les Gràcies, del segle XIV; prop queda un convent medieval, que en el passat va pertànyer als olivetans, i les restes d'una vil·la romana del segle i aC de Varignano. Troballes de recents excavacions de la vila es conserven a l'Antiquarium della Vila Romana del Varignano a Portovenere.
A Fezzano, mereixen destacar-se els carrerons medievals, juntament amb l'església de Sant Joan Baptista (1740) i la recentment restaurada Vila Cattaneo.